# Dubiepeira
Dubiepeira Levi, 1991 è un genere di ragni appartenente alla famiglia Araneidae.

## Etimologia
Il nome deriva dal latino dubium, di dubbia appartenenza, e dal nome dell'ex-genere Epeira, a sua volta proveniente dal greco ἑπί, epì, cioè sopra e εῖρειν, èirein, cioè intrecciare, in quanto le specie rinvenute hanno diverse caratteristiche in comune con l'ex-genere, ma ne differiscono per altre.

## Distribuzione
Le cinque specie oggi note di questo genere sono state rinvenute in America meridionale: una, D. amablemaria, è endemica del Perù: le altre sono diffuse negli stati più settentrionali del continente sudamericano (Colombia, Brasile, Guyana, Venezuela ed Ecuador).

## Tassonomia
A maggio 2011, si compone di cinque specie:
- Dubiepeira amablemaria Levi, 1991 — Perù
- Dubiepeira amacayacu Levi, 1991 — Colombia, Perù, Brasile
- Dubiepeira dubitata (Soares & Camargo, 1948)[2] — dal Venezuela al Brasile
- Dubiepeira lamolina Levi, 1991 — Ecuador, Perù
- Dubiepeira neptunina (Mello-Leitão, 1948) — Colombia, Perù, Guyana